# Порт-де-Монтрёй (станция метро)
Порт де Монтрёй (фр. Porte de Montreuil) — станция линии 9 Парижского метрополитена, расположенная в XX округе Парижа. Названа по бывшим воротам стены Тьера, через которые до Первой Мировой войны осуществлялся въезд в Париж со стороны Монтрёя. Рядом со станцией, на пересечении рю д'Аврон и Периферик, начинается шоссе RN 302, ведущее в Росни.

## История
- Станция открыта 10 декабря 1933 года как конечный пункт пускового участка Ришельё — Друо — Порт-де-Монтрёй линии 9[2]. До 1937 года, когда линия была продлена вглубь Монтрёя, станция являлась конечной для всей линии.
- В 2012 году открылась пересадка на линию трамвая № 3b.
- Пассажиропоток по станции по входу в 2011 году, по данным RATP, составил 4 822 893 человек[3]. В 2013 году этот показатель вырос до 4 862 314 пассажиров (89 место по уровню входного пассажиропотока в Парижском метро)[4].

## Путевое развитие
С обеих сторон станции имеются камеры съездов на боковые пути станции (главными являются средние пути). Также на перегоне Порт де Монтрёй — Робеспьер имеется однопутный пункт технического осмотра состава.